# Антоново (град)
Антоново (буг. Антоново) град је у Републици Бугарској, у средишњем делу земље, седиште истоимене општине Антоново у оквиру Трговишке области.

## Географија
Положај: Антоново се налази у средишњем делу Бугарске. Од престонице Софије град је удаљен 270 km источно, а од обласног средишта, Трговишта град је удаљен 50 km западно.
Рељеф: Област Антонова се налази у области побрђа, претходнице Старе планине (тзв. Предбалкан), на приближно 490 m надморске висине. Град је смештен на брдовитом подручју.
Клима: Клима у Антонову је конитнентална.
Воде: Антоново се налази у подручју са више мањих водотока.

## Историја
Област Антонова је првобитно било насељено Трачанима, а после њих овом облашћу владају стари Рим и Византија. Јужни Словени ово подручеје насељавају у 7. веку. Од 9. века до 1373. године област је била у саставу средњовековне Бугарске.
Крајем 14. века област Антонова је пала под власт Османлија, који владају облашћу 5 векова.
Године 1878. град је постао део савремене бугарске државе. Насеље постоје убрзо средиште окупљања за села у околини, са више јавних установа и трговиштем.

## Становништво
| 1965. | 1975. | 1985. | 1992. | 2001. |
| ----- | ----- | ----- | ----- | ----- |
| 970   | 1     | 1     | 1     | 1     |

По проценама из 2010. године. Антоново је имало око 1.500 ст. Већина градског становништва су Турци, а мањина су етнички Бугари и Роми. Последњих деценија град губи становништво због удаљености од главних токова развоја у земљи.
Претежан вероисповест месног становништва је ислам, а мањинска православље.